# Graffignana
Graffignana är en ort och kommun i provinsen Lodi i regionen Lombardiet i Italien. Kommunen hade 2 626 invånare (2018).